# Дегарра
Дегарра (англ. Degarra) — населённый пункт и местность в районе Дуглас, Квинсленд, Австралия. По переписи 2016 года население Дегарры составляло 110 человек.

## География
Населённый пункт расположен в северной части шата, на востоке полуострова Кейп-Йорк. Расстояние до центра района, Моссмана, составляет около 90 км. Дегарра находится на правом берегу реки Блумфилд.

## Демография
По данным переписи 2016 года, население Дегарры составило 110 человек. Из них 55,5 % были мужчины, а 44,5 % — женщины. Средний возраст населения составил 48 лет. 43,5 % жителей города родились в Австралии. Другими ответами по стране рождения были Великобритания (7.4 %) и Соединённые Штаты Америки (2.8 %).